# Illia Kovtun
Illia Jurijovyč Kovtun (en ukrainien : Ілля Юрійович Ковтун), né le 10 août 2003 à Tcherkassy, est un gymnaste ukrainien.

## Carrière sportive
Illia Kovtun remporte sa première médaille internationale en 2018 en tant que juniors lors des championnats d'Europe juniors à Glasgow avec une médaille d'or en barres parallèles.
Il complète son palmarès lors des championnats du monde juniors à Győr avec une médaille d'argent par équipe masculine et une médaille de bronze individuel dans l'épreuve du concours général. Peu de temps après, il remporte quatre médailles d'or (concours général, barres parallèles, barre fixe, par équipe) et une médaille d'argent (sol) au festival olympique de la jeunesse européenne de Bakou.
L'année suivante, il domine le championnats juniors d'Europe de gymnastique artistique masculine 2020 qui s'est tenu à Mersin mais où beaucoup de nations phares avaient refusé d'envoyer leur athlètes  en raison de la pandémie de Covid-19 : il remporte la médaille d'or dans le concours général, le cheval d'arçons, les anneaux et les barres parallèles et une médaille d'argent en saut.
Âgé de 17 ans, il intègre la compétition sénior en 2021 où il est médaillé de bronze aux championnats d'Europe de gymnastique artistique 2021 au concours général. Il en fait de même aux championnats du monde de gymnastique artistique 2021.
En 2022, il participe à la Coupe du monde de gymnastique artistique 2022 (en). Lors de la manche de Cottbus en février, il remporte la médaille d'or de l'épreuve masculine de barres parallèles et la médaille de bronze de cheval d'arçons. À Doha en mars, il est aussi médaillé d'or aux barres parallèles, et remporte également une médaille d'argent au sol et une médaille de bronze à la barre fixe.
Aux Championnats d'Europe de gymnastique artistique 2023 à Antalya, il remporte la médaille d'or aux barres parallèles et la médaille de bronze du concours général individuel et de la barre fixe.

## Palmarès

### Championnats du monde
- Kitakyūshū 2021
  -  médaille de bronze au concours général individuel.

- Anvers 2023
  -  médaille d'argent au concours général individuel.

### Championnats d'Europe
- Bâle 2021
  -  médaille de bronze au concours général individuel.

- Munich 2022
  -  médaille d'argent aux barres parallèles.

- Antalya 2023
  -  médaille d'or aux barres parallèles.
  -  médaille de bronze au concours général individuel.
  -  médaille de bronze à la barre fixe.

- Rimini 2024
  -  médaille d'or au concours par équipes.
  -  médaille d'or aux barres parallèles.
  -  médaille d'or à la barre fixe.